# YTN2
YTN2는 24시간 HD방송이다. 날씨전문채널로 개국했다. 2011년 7월 1일부터 인생이 뉴스다로 바뀌었다. YTN 계열채널이다. 인기있는 외부제작 프로그램(재방)과 양질의 내부 제작 프로그램들을 방송한다.

## 방송 프로그램
- 뉴스멘터리 전쟁과 사람
- 브라보! 청춘클럽
- 구석구석 코리아
- 쿵쿵 노래교실
- 비즈코리아
- 와이투엔